# Meister von Sainte Gudule
Als Meister von Sainte Gudule wird ein altniederländischer Maler bezeichnet, der zum Ende des 15. Jahrhunderts in Brüssel tätig war. 
Der namentlich nicht bekannte Künstler erhielt seinen Notnamen nach einem Bild eines Bischofs bei der Predigt, in dessen Hintergrund er die Ansicht der Kirche Sainte Gudule in Brüssel darstellt. Einer der Türme der Kathedrale befindet sich noch im Bau, was zusammen mit der Kleidung der Figuren eine Datierung des Bildes auf die Zeit um 1470 zulässt. Das Bild befindet sich heute im Musée du Louvre in Paris. Dem Meister werden durch Stilvergleich noch einige andere Werke zugeordnet.

## Einordnung des Schaffens
Die Arbeiten des Meisters von Sainte Gudule sind ein Beispiel des Übergangs der Malerei in den Niederlanden von der Gotik in die Renaissance. Ihre Malweise steht in der Ikonographie noch in der Tradition der Darstellung der Heiligen der Gotik. Im Gegensatz zur italienischen Renaissance stehen beim Meister beispielsweise die anatomische Korrektheit der Figuren und die Übernahme klassischer Proportionen noch nicht im Vordergrund. Jedoch beobachtet er seine Umwelt genauer und stellt wie die führenden niederländischen Maler seiner Zeit, Robert Campin, Jan van Eyck und Rogier van der Weyden, Natur und Architektur in hervorragendem Detail dar. Viele der Bilder des Meisters von Sainte Gudule zeigen im Hintergrund Bauten aus Brüssel.
Solche naturalistische und architektonische Darstellung findet sich beispielsweise auch in der Abbildung von Pflanzen und Bauten im Hintergrund der Bilder des Genter Altars des Jan van Eyck; jedoch zeigt der Vergleich der Hauptfiguren, dass van Eyck bereits in Anatomie und Lichteffekten stark von Italienischer Malerei beeinflusst scheint, während der Meister von Sainte Gudule – eventuell um näher am Geschmack seiner Auftraggeber zu bleiben – noch nicht die neuen Techniken der Malerei einsetzen kann oder will.

## Diskussion des Notnamens
Der Notname Meister von Sainte Gudule ist aus heutiger Sicht nicht vollkommen korrekt gewählt. Er kann den Eindruck erwecken, dass der Maler aus der Umgebung von Sainte Gudule kam. Daher wird manchmal genauer der Name Meister der Ansicht von Sainte Gudule (engl. „Master of the View of St Gudula“) verwendet.

## Werke (Auswahl)

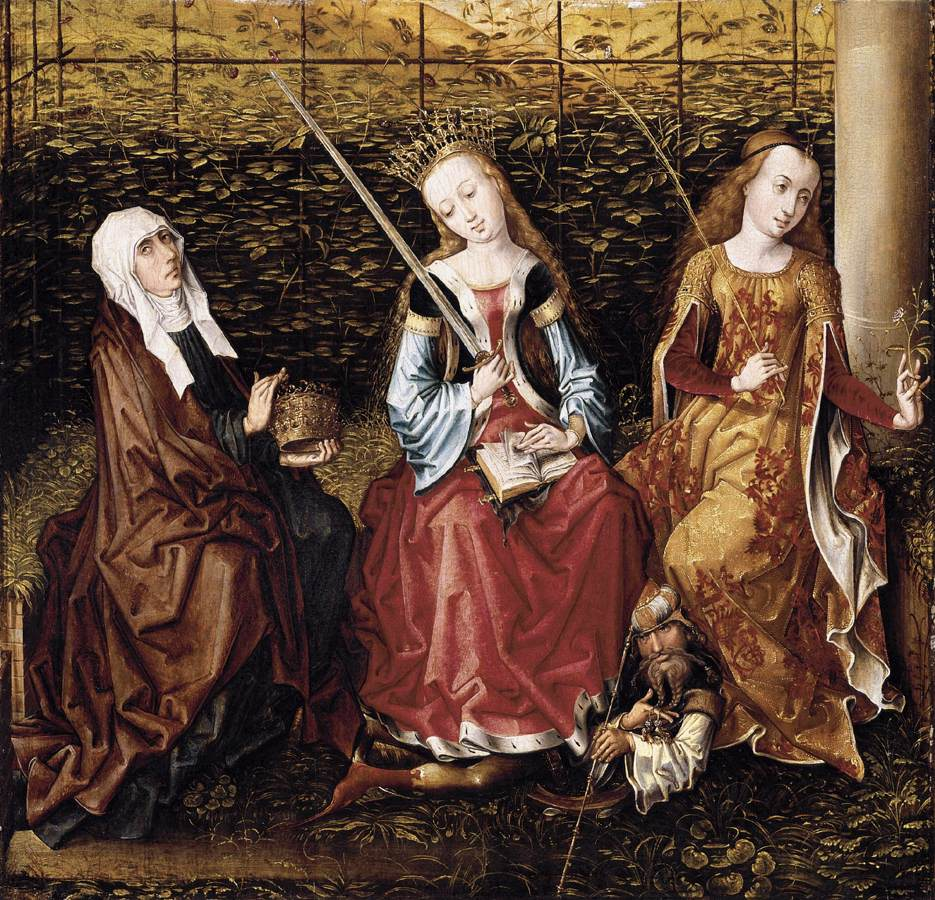
Die heilige Katharina von Alexandria mit der heiligen Elisabeth und Dorothy

- Ein Bischof bei der Unterweisung der Gläubigen (Der Heilige Gery/Gaugerich bei der Predigt), um 1470, Musée du Louvre, Paris
- 50.145.27 Porträt eines jungen Mannes mit Buch, um 1480, Metropolitan Museum, New York
- Altarbilder mit Szenen aus dem Leben  und der Passion Jesu, um 1470,  Bowes Bowes Museum, County Durham
  - B.M.1021 Anbetung der Könige
  - B.M.1018 Jesus im Garten Gethsemane
  - B.M.1019 Jesus vor Pontius Pilatus
  - B.M.1022 Auferstehung Jesu
- Hochzeit Mariens, um 1470, Catherijneconvent, Utrecht
- Aus dem Zyklus der Sieben Tugenden, um 1470
  - 261 Die Kleidung der Armen, Museo Thyssen-Bornemisza, Madrid  (1931.2)
  - Besuch der Gefangenen, Musée National du Moyen Age et des Thermes de Cluny
- Porträt eines jungen Mannes, um 1480, National Gallery, London NG2612
- Auferstehung Christi, Wallraf-Richartz-Museum Köln, Leihgabe der Heinrich und Anny Nolte Stiftung Essen